# Evan Handler

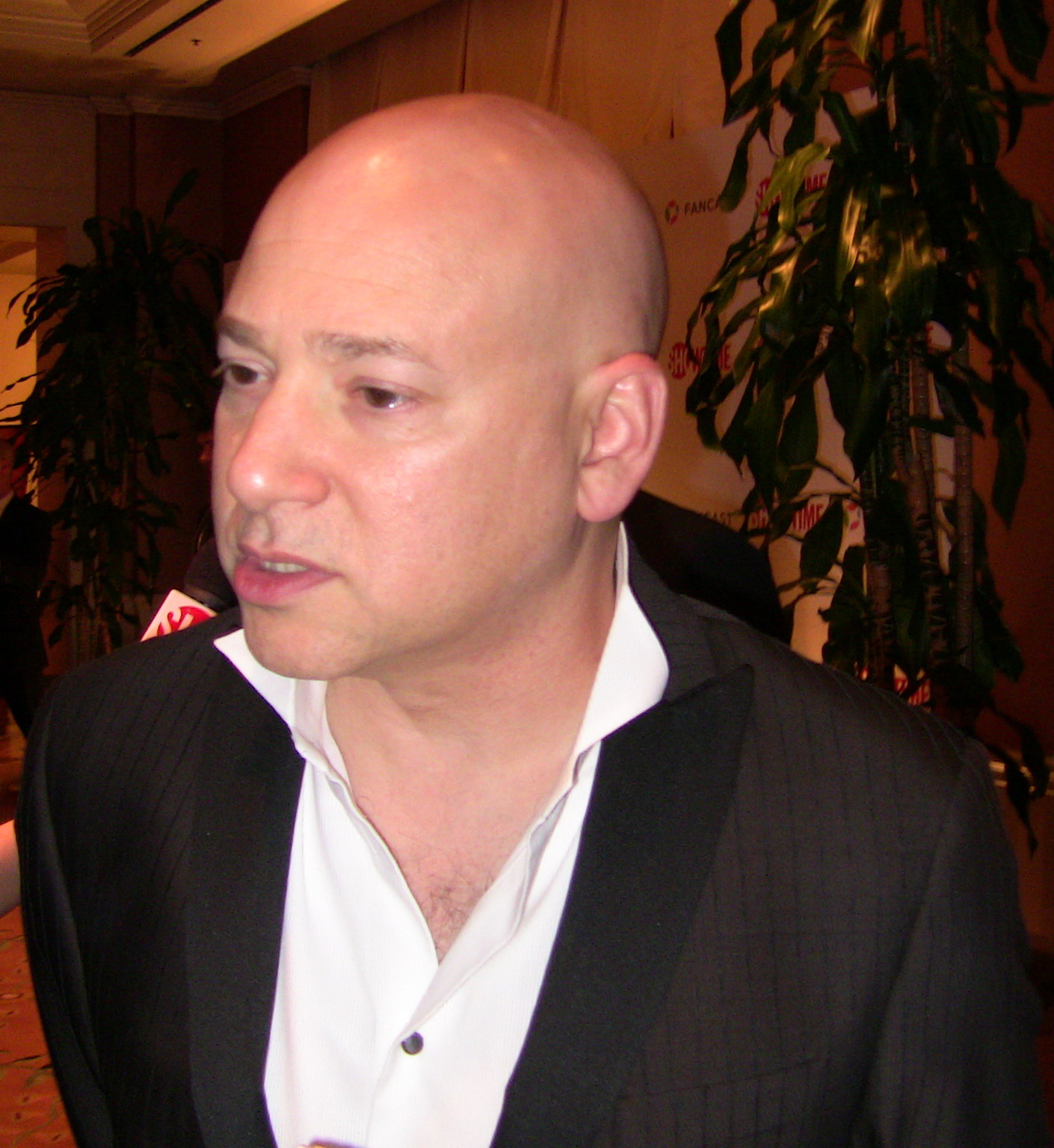
Evan Handler (2009)

Evan Handler (* 10. Januar 1961 in New York City) ist ein US-amerikanischer Schauspieler.

## Leben
Seine Karriere im Filmgeschäft begann er 1981 mit einer Rolle in dem Kinofilm Die Erwählten nach einem Roman von Chaim Potok. Im gleichen Jahr erhielt er eine Rolle in dem Filmdrama Die Kadetten von Bunker Hill. In den folgenden Jahren spielte er vor allem verschiedene Rollen für das Fernsehen. Im Jahr 1994 hatte er eine Nebenrolle in dem Film Natural Born Killers von Oliver Stone. Zwei Jahre darauf war Handler in dem Entführungsdrama Kopfgeld zu sehen. Von 1999 bis 2000 spielte er in der ABC-Serie Irgendwie L.A. (orig.: It's Like, You Know...) die Hauptrolle des Shrug.
Einem breiteren Publikum wurde er durch die Rolle des Harry Goldenblatt in der Fernsehserie Sex and the City bekannt, die er von 2002 bis 2004 spielte. Die Rolle übernahm er erneut in dem 2008 erschienenen Kinofilm sowie der Fortsetzung Sex and the City 2 (2010). Nach dem Ende der Serie war Handler in weiteren Fernsehserien zu sehen, so als einer der Hauptdarsteller in allen Staffeln der Serie Californication und als Nebendarsteller in der vierten Staffel von 24, wo er den Anwalt David Weiss verkörpert. 2006 spielte er eine Gastrolle als Dave in der gleichnamigen Folge der zweiten Staffel der Fernsehserie Lost.
In den 1990er-Jahren war Handler an Leukämie erkrankt. Die gemachten Erfahrungen schrieb er in seinem Buch Time on Fire: My Comedy of Terrors nieder.
Seit 2003 ist Handler verheiratet, eine gemeinsame Tochter kam 2007 zur Welt.

## Filmografie (Auswahl)
- 1981: Die Kadetten von Bunker Hill (Taps)
- 1982: Dear Mr. Wonderful
- 1985: Miami Vice (Fernsehserie, Folge 1x12)
- 1987: Sommer der Träume (Sweet Lorraine)
- 1992: Woops! (Fernsehserie)
- 1994: Natural Born Killers
- 1996: Kopfgeld – Einer wird bezahlen (Ransom)
- 1999–2001: Irgendwie L.A. (It's Like, You Know…, Fernsehserie, 26 Folgen)
- 2000: Die drei Stooges (The Three Stooges)
- 2000: Law & Order (Fernsehserie, Folge 11x05)
- 2002–2004: Sex and the City (Fernsehserie, 18 Folgen)
- 2003: Six Feet Under – Gestorben wird immer (Six Feet Under, Fernsehserie, Folge 3x04)
- 2003: Friends (Fernsehserie, Folge 9x11)
- 2005: 24 (Fernsehserie, Folge 4x18)
- 2005: Hot Properties – Gut gebaut und noch zu haben (Hot Properties, Fernsehserie, 13 Folgen)
- 2006: Lost (Fernsehserie, Folge 2x18)
- 2007–2014: Californication (Fernsehserie, 83 Folgen)
- 2008: Sex and the City – Der Film (Sex and the City: The Movie)
- 2010: Sex and the City 2
- 2011: Too Big to Fail – Die große Krise (Too Big to Fail, Fernsehfilm)
- 2011: The Family Tree
- 2011–2012: Dr. Dani Santino – Spiel des Lebens (Necessary Roughness, Fernsehserie, 5 Folgen)
- 2015: The Astronaut Wives Club (Fernsehserie, 10 Folgen)
- 2016: American Crime Story (Fernsehserie, 4 Folgen)
- 2017: The Breaks (Fernsehserie, 8 Folgen)
- 2018: The Good Fight (Fernsehserie, Folge 2x06)
- 2019: Lying and Stealing
- 2019–2020: Power (Fernsehserie, 12 Folgen)
- 2019: L.A.’s Finest (Fernsehserie, 1 Folge)
- 2021–2025: And Just Like That … (Fernsehserie, 19 Folgen)